# Kirill Olegowitsch Sossunow
Kirill Olegowitsch Sossunow (russisch Кирилл Олегович Сосунов, engl. Transkription Kirill Sosunov; * 1. November 1975 in Rjasan) ist ein russischer Weitspringer, dessen größter Erfolg der Europameistertitel 1998 war.
Sossunow gewann 1995 bei der Universiade in Fukuoka mit 8,21 m seinen ersten internationalen Titel. Bei gleicher Weite zum zweitplatzierten Deutschen Georg Ackermann siegte Sossunow aufgrund des besseren zweitbesten Versuchs. Bei den Halleneuropameisterschaften 1996 in Stockholm wurde er mit 7,87 m Siebter.
1997 wurde Zweiter Sossunow bei den Hallenweltmeisterschaften in Paris. Mit 8,41 m lag er zehn Zentimeter hinter Iván Pedroso aus Kuba und gleichauf mit Joe Greene aus den USA, wieder war der bessere zweitbeste Versuch ausschlaggebend. Bei den ersten U23-Europameisterschaften in Turku unterlag er mit 8,30 m dem Portugiesen Carlos Calado um zwei Zentimeter. In Athen bei den Weltmeisterschaften 1997 gewann er mit 8,18 m Bronze, lag aber deutlich hinter Ivan Pedroso und dem US-Amerikaner Erick Walder zurück.
Am 27. Juni 1998 stellte Sossunow bei seinem Europacup-Sieg in Sankt-Petersburg seine Freiluftbestweite von 8,38 m auf. Bei den Europameisterschaften 1998 in Budapest sprang Sossunow bereits in der Qualifikation mit 8,14 m die größte Weite. Im Finale gelangen ihm im dritten Versuch 8,28 m. Er gewann den Titel mit sieben Zentimetern Vorsprung auf den Rumänen Bogdan Țăruș.
In den folgenden Jahren war Sossunow zwar immer wieder bei großen Meisterschaften dabei, konnte aber keine Medaille mehr gewinnen. Bei den Olympischen Spielen 2000 in Sydney und 2004 in Athen scheiterte er jeweils als Sechzehnter in der Qualifikation. Bei der Halleneuropameisterschaft 2002 in Wien wurde er mit 8,02 m Fünfter. In Budapest bei den Hallenweltmeisterschaften 2004 wurde er trotz 8,16 m nur Siebter.
Der mit einer Körpergröße von 1,90 m und einem Wettkampfgewicht von 86 kg für einen Weitspringer ungewöhnlich kräftige Sossunow wurde nie russischer Meister, vertrat sein Land aber insgesamt fünfmal beim Europacup, wobei er 1997 und 1998 gewann. Sossunow ist mit der Hochspringerin Olga Kaliturina verheiratet. Im Bob-Weltcup 2006/2007 kam er im sechsten Wettkampf im Team von Jewgeni Popw auf den zweiten Platz.